# Курята Іван Євгенович
Іва́н Євге́нович Курята (17 лютого 1973 — 8 жовтня 2014) — український військовик, сержант, кулеметник батальйону «Дніпро-1» Міністерства внутрішніх справ України, загинув в ході російсько-української війни.

## Життєпис
Народився 1973 року в селі Семенівка (Криничанський район, Дніпропетровська область). Закінчив Семенівську ЗОШ, служив у лавах РА у Вірменії. Працював у місцевому колгоспі механізатором, у будівельній бригаді, робітником у Дніпропетровську — на заводі «Дніпротяжмаш» (ДЗМО). Створив родину; виховували дітей.
В часі війни у лавах ЗСУ з травня 2014-го — кулеметник, батальйон патрульної служби міліції особливого призначення «Дніпро-1». У зоні бойових дій перебував з травня 2014 року.
8 жовтня 2014 року приблизно о 17:20 загинув під час мінометного обстрілу біля села Піски, обороняючи підступи до Донецького аеропорту, осколок поцілив у голову.
Вдома залишилися дружина Вікторія, син 2000 р.н. та донька 2008 р.н..
11 жовтня 2014 року похований у рідному селі Семенівка Криничанського району.

## Нагороди і вшанування пам'яті
- 14 листопада 2014 року за особисту мужність і героїзм, виявлені у захисті державного суверенітету та територіальної цілісності України, вірність військовій присязі під час російсько-української війни, відзначений — нагороджений орденом «За мужність» III ступеня (посмертно).
- У 2018 році в смт Кринички на стадіоні «Колос» пройшов турнір з міні-футболу, присвячений пам'яті загиблих учасників АТО Криничанського району[4].
- Його портрет розміщений на меморіалі «Стіна пам'яті полеглих за Україну» у Києві: секція 4, ряд 3, місце 29
- Вшановується 8 жовтня на щоденному церемоніалі вшанування українських захисників, які загинули цього дня в різні роки внаслідок російської збройної агресії[5]